# روابط ارمنستان و شیلی
روابط دیپلماتیک بین ارمنستان و شیلی وجود دارد. امروزه بیش از ۶۰۰ ارمنی و نوادگان آنها در شیلی زندگی می‌کنند. هر دو کشور عضو سازمان ملل هستند.

## تاریخچه
در طول نسل‌کشی ارمنی‌ها و بلافاصله پس از آن؛ بسیاری از ارمنی‌ها بدون اطلاع از اینکه کشتی‌ها به سمت آمریکای جنوبی می‌روند، سوار کشتی‌های «آمریکا» شدند. اولین ارمنی‌ها ای که به شیلی رسیدند در شهر یای-یای در نزدیکی بندر والپارایسو ساکن شدند. در دهه ۱۹۴۰، دولت شیلی مهاجرت به این کشور را تشویق کرد و در نتیجه ارمنی‌ها بیشتری وارد شیلی شدند و در شیلی ساکن شدند. در ۲۶ دسامبر ۱۹۹۱، ارمنستان پس از فروپاشی اتحاد جماهیر شوروی، استقلال خود را به دست آورد. در ۱۵ آوریل ۱۹۹۳، ارمنستان و شیلی روابط دیپلماتیک برقرار کردند.
در سال ۲۰۰۷، دولت شیلی نسل‌کشی ارمنی‌ها را به رسمیت شناخت. در سال ۲۰۱۰، ارمنستان یک کنسول افتخاری در سانتیاگو منصوب کرد. در ژوئیه ۲۰۱۴، سرژ سرکیسیان رئیس‌جمهور ارمنستان یک سفر رسمی به شیلی داشت. در این سفر، رئیس‌جمهور سرکیسیان با میچل باچله رئیس‌جمهور شیلی دیدار کرد و هر دو رهبر در مورد طیف گسترده‌ای از موضوعات در رابطه با تقویت روابط دوجانبه ارمنستان و شیلی و تلاش‌های مشترک برای ارتقای همکاری در تعدادی از زمینه‌های امیدوار کننده گفتگو کردند. هر دو رهبر یک یادداشت تفاهم متقابل در مورد همکاری بین وزارت امور خارجه دو کشور امضا کردند. در سال ۲۰۱۶، شیلی یک کنسول افتخاری مقیم در ایروان منصوب کرد.
در آوریل ۲۰۱۸، هر دو کشور ۲۵ سال روابط دیپلماتیک را جشن گرفتند. در همان سال، هر دو کشور روادید برای دارندگان گذرنامه دیپلماتیک و رسمی بین ارمنستان و شیلی را لغو کردند.

## تجارت
در سال ۲۰۱۸، تجارت بین ارمنستان و شیلی بالغ بر ۱٫۹ میلیون دلار آمریکا بود. عمده صادرات ارمنستان به شیلی سنگ آهن است. عمده صادرات شیلی به ارمنستان شامل ماهی و مشروبات الکلی (شراب) است.

## جامعه ارمنی‌ها شیلی
جامعه ارمنی‌ها شیلی در دهه‌های ۱۹۲۰ و ۱۹۳۰ با بازماندگان نسل‌کشی ارمنی‌ها تشکیل شد. در جنگ جهانی دوم بیش از ۱۰۰ ارمنی در شیلی زندگی می‌کردند که بیشتر آنها در سانتیاگو بودند.
در دهه ۱۹۵۰، ارمنی‌ها از یونان، ترکیه، فلسطین و همچنین از خاورمیانه و نزدیک به شیلی مهاجرت کردند. در حال حاضر ۱۰۰۰–۱۳۰۰ ارمنی در شیلی زندگی می‌کنند. علاوه بر سانتیاگو، ارمنی‌ها در اوسورنو، سن برناردو، پوئنته آلتو و سایر شهرها نیز زندگی می‌کنند. ارمنی‌های ساکن آنجا بیشتر تولیدکننده و بازرگان هستند.
جامعه تیم فوتبال و گروه کر خود را دارد. این انجمن همچنین یک وب سایت به نام «ارمنستان» دارد. در شهر پورتو ویلیامز، یک خاچکار در میدانی به نام «ارمنستان» و همچنین چندین بنای یادبود اختصاص یافته به یاد قربانیان نسل‌کشی ارمنی‌ها قرار دارد.

## نمایندهای دیپلماتیک

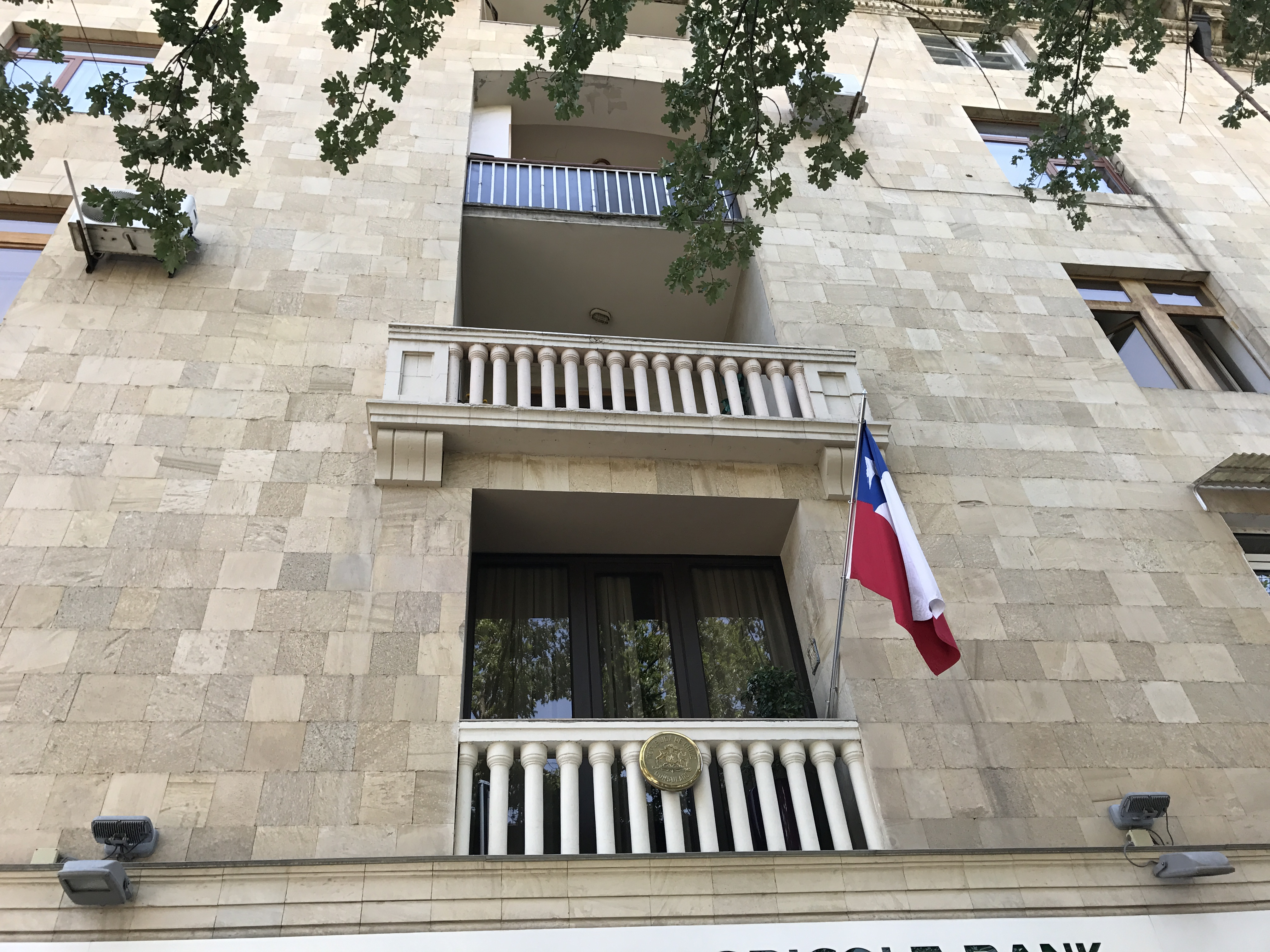
کنسولگری افتخاری شیلی

در ۶ فوریه ۲۰۱۷ آرمان پاپازیان به عنوان کنسول افتخاری شیلی در ارمنستان منصوب شد. در تاریخ ۳۰ نوامبر ۲۰۲۲، سفیر فوق‌العاده و تام‌الاختیار جمهوری شیلی در جمهوری ارمنستان، ادواردو اسکوبار (محل اقامت مسکو) استوارنامه خود را به رئیس‌جمهور ارمنستان وهاگن خاچاتوریان تقدیم کرد.در ۲۹ ژوئن ۲۰۲۳، سفیر فوق‌العاده و تام‌الاختیار جمهوری ارمنستان در جمهوری شیلی، هوهانس ویرابیان (محل اقامت در بوئنوس آیرس)، استوارنامه خود را به گابریل بوریچ رئیس‌جمهور شیلی تقدیم کرد.